# David G. Barker

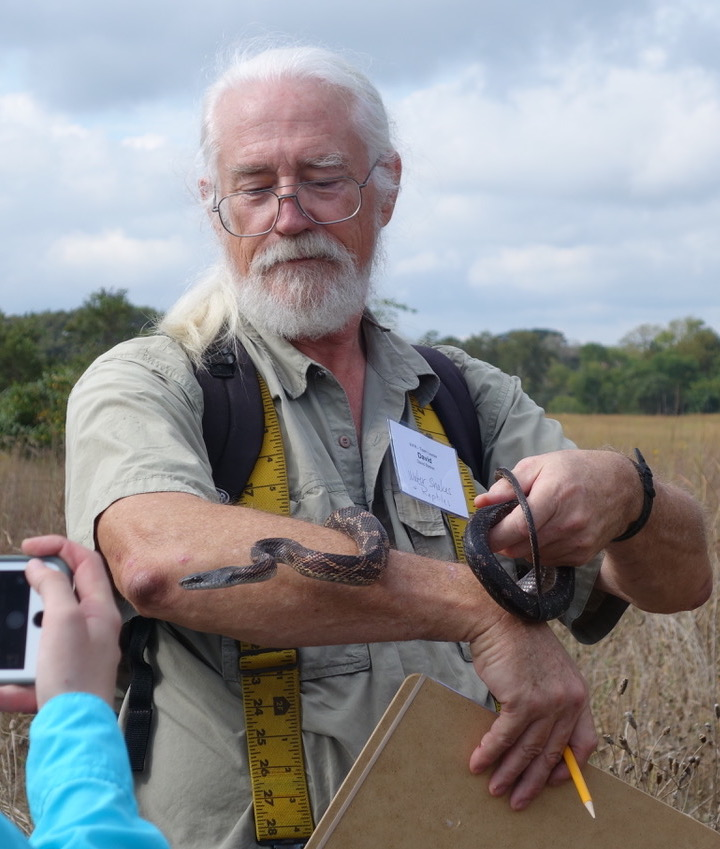
David G. Barker, 2015

David Gilbert „Dave“ Barker (* 6. Januar 1952) ist ein US-amerikanischer Herpetologe, der sich auf Pythons und Klapperschlangen spezialisiert hat.

## Leben
Barker begann seine berufliche Laufbahn in der Abteilung für Herpetologie des Dallas Zoo. Während dieser Zeit (1975–1984) war er als Betreuer im Reptilienhaus und im Kinderzoo tätig und er war der öffentliche Dozent des Zoos. Barker verließ den Zoo, um sich in die Graduiertenschule der University of Texas at Arlington (UTA) einzuschreiben. Er begann eine Studie über die geographische Variation, Naturgeschichte und Systematik der Kantenkopf-Klapperschlange (Crotalus willardi) mit Schwerpunkt auf der stark gefährdeten Unterart Crotalus willardi obscurus aus New Mexico und betrieb dafür Feldarbeit in Mexiko, New Mexico und Arizona. Während des Studienjahres arbeitete er als Dozent im Fachbereich Biologie und als Präparator im UTA-Museum für Herpetologie. Im Jahr 1988 trat er erneut einem Zoo bei, diesmal als Kurator für Bildung im Gladys Porter Zoo in Brownsville, Texas. Nach 18 Monaten kehrte er an die UTA zurück, um sein Studium abzuschließen. Im Januar 1990 gründeten er und seine Frau, die Herpetologin Tracy M. Barker, Vida Preciosa International, Inc. (VPI), ein kommerzielles Unternehmen, das sich auf die Forschung und die Vermehrung von Pythons und Boas in menschlicher Obhut spezialisiert hat. Viele Jahre lang beherbergte VPI die weltweit größte und vielfältigste Sammlung von Pythons. Bei VPI wurden mehr Pythonarten reproduziert als in jeder anderen Institution der Welt. 32 der 52 anerkannten Python-Taxa wurden nachgezüchtet und es gelang die Welterstzucht von 12 Taxa. 1997 wurden die Barkers und ihre Arbeit bei VPI in einer Dokumentation des National Geographic Channel mit dem Titel Passion for Pythons vorgestellt.
Neben umfangreichen Studien über Reptilien in Gefangenschaft führte Barker Feldforschungen in den Vereinigten Staaten, Mexiko, Indonesien und Australien durch. Seine Forschungsschwerpunkte sind die Systematik, Taxonomie, Naturgeschichte, Tierverhalten, Morphologie, Fortpflanzungsphysiologie, Zucht in Gefangenschaft sowie Tier- und Pflanzenerhaltung.
Im Jahr 1998 war er Co-Autor der Beschreibung der neuen Waranart Varanus yuwonoi und im Jahr 2000 gehörte er zum Erstbeschreiberteam der drei neuen Pythonarten Simalia clastolepis, Simalia nauta und Simalia tracyae. Letztere ist zu Ehren seiner Frau Tracy benannt.
Bis 2018 hat Barker mehrere Dutzend wissenschaftliche Publikationen, sieben Bücher und über 70 populärwissenschaftliche Artikel verfasst sowie mehr als 500 Fotos von Reptilien in Büchern, Zeitschriften und Magazinen veröffentlicht. Von 1990 bis 1993 war er zudem Mitglied des Redaktionsausschusses der Zeitschrift Zoo Life. 1989 erhielt Barker den Großen Preis beim 10. jährlichen Fotowettbewerb des Sierra Club. Eines seiner Bücher, Pythons of the World, Band 2: Ball Pythons, wurde bei den Independent Publisher Book Awards als „Bestes Tierbuch des Jahres 2006“ ausgezeichnet.
Barker ist Mitglied der Boa and Python Specialist Group der IUCN.

## Schriften (Auswahl)
- (mit Judith Garrett) A Field Guide to the Reptiles and Amphibians of Texas, 1987
- (mit Philippe de Vosjoli, Roger Klingenberg und Tracy M. Barker): The Ball Python Manual, 1994
- (mit Tracy M. Barker): Pythons of the World, Band 1: Australia, 1994
- (mit Tracy M. Barker): Pythons of the World, Band 2: Ball Pythons: The History, Natural History, Care and Breeding, 2006
- (mit Tracy M. Barker): The Invisible Ark – In Defense of Captivity, 2014
- (mit Tracy M. Barker und Mark Auliya): Pythons of the World, Band 3: The Pythons of Asia and the Malay Archipelago, 2018
- An Introduction to Moths and Mothing, Featuring The Moths of the Devils River, 2023